# Stoner M63
La Stoner M63 (XM22/E1) è un sistema d'arma costruito per essere facilmente trasformabile in varie tipologie di arma da fuoco (es. carabina, mitragliatrice leggera, fucile d'assalto, ecc.)

## Tecnica
Progettato da Eugene Stoner, il creatore dell'AR-15/M16, dopo aver lasciato la ArmaLite, fu impiegato in piccole quantità, a scopo valutativo, in Vietnam, ma non fu mai ampiamente prodotto a causa della relativa complessità e difficoltà di manutenzione, e fu sostituito da armi più adatte.

## Varianti
Lo Stoner 63 è stato prodotto in varie configurazioni, in 15 modi diversi, con limitate parti in comune. L'azionamento a gas può essere montato in varie posizioni a seconda della tipologia di arma. A causa della natura multiruolo del sistema d'arma, le versioni carabina e fucile d'assalto sono di peso maggiore di armi simili.
- Fucile Stoner 63/63A: caricato da basso, espulsione dei bossoli da destra, maniglia d'armamento e sistema a gas sono montati sopra la canna. Spara da otturatore chiuso. Fu provato dalla USMC per un certo periodo nel 1967. Di solito aveva un bipode ripiegabile montato sotto l'impugnatura.
- Carabina Stoner 63/63A: simile al fucile ma con canna accorciata e calcio ripiegabile. Fu provato dalla USMC per un certo periodo nel 1967.
- Fucile automatico Stoner 63/63A: alimentato dall'alto, spara ad otturatore chiuso, gli organi di mira sono spostati di lato a causa del caricatore montato sulla parte superiore, non ha modalità semiautomatica. Fu provato dalla USMC per un certo periodo nel 1967.
- Mitragliatrice leggera (LMG) Stoner 63/63A Light Machine Gun: spara da otturatore aperto, alimentato a nastro da una scatola da 100 colpi a destra. Il castello è uguale alla versione fucile ma espelle i bossoli a sinistra. Ha una canna a cambiamento rapido e il tubo di recupero gas è posizionato sotto la canna. Fu adoperato da unita SEAL operanti nel sudest asiatico.
- Mitragliatrice media (MMG) Stoner 63/63A: Uguale alla configurazione da LMG, ma ha un adattatore separato che può essere usato per agganciare l'arma ai treppiedi M2 e M112.
- Mitragliatrice fissa Stoner 63/63A: Internamente uguale alla configurazione LMG, esternamente le mire metalliche e le impugnature frontale e posteriore sono rimosse. Il grilletto è operato da lontano attraverso un solenoide da 24 V. Era intesa per l'utilizzo sull'APC V-100/300 Commando, ma non fu mai introdotta.
- Stoner 63/63A Commando: una versione della LMG. Caricato da destra con un caricatore a tamburo da 100 colpi attaccato sotto il castello. La maniglia d'armamento è posizionata sotto l'impugnatura anteriore per facilità d'accesso. Per risparmiare peso, non ha la canna a cambiamento rapido. Fu usato da alcune unità di SEAL in Vietnam.
- Fucile da sopravvivenza Stoner 63: progettato nel 1964 per competere con la versione del CAR-15 da sopravvivenza, era inteso come arma per l'autodifesa di equipaggi aerei. Meccanicamente simile alla configurazione da fucile, ha varie modifiche esterne perché possa soddisfare i requisiti dimensionali dell'United States Air Force. Le modifiche includono: l'impugnatura a pistola di dimensione ridotta, il copricanna rimosso, canna e castello ridotti e maniglia d'armamento montata sulla parte superiore. Non include le migliorie apportate al fucile 63A. Fu prodotto un solo prototipo, tuttora esistente.[3]

Il più recente discendente da questa serie è lo Stoner LMG prodotto dalla Knight's Armament Company, che ha dei significativi cambiamenti rispetto allo Stoner 63.
La Robinson Armament Co. produce il M96 Expeditionary Weapon System semiautomatico il quale, pur diverso, è basato sul modello Stoner 63 e quindi mantiene alcune sue configurazioni.

## Lo Stoner M63 nella cultura di massa
- In ambito videoludico, l'arma è presente nei videogiochi Call of Duty: Black Ops, Call of Duty: Black Ops Cold war, Uncharted 4: Fine di un ladro,  Metal Gear Solid 3: Snake Eater e anche nella serie di Socom: Us Navy Seals
- È citata in una puntata di Lupin terzo, La barriera invisibile.